# PS2 (norme)
Pour les articles homonymes, voir PS2.
La norme PS2, est une norme portugaise, définie par l'Association Portugaise de Banques (APB), en matière de virement domestique.
L'arrivée de la SEPA, devrait, à terme concurrencer cette norme nationale
De nombreux programmes bancaires ou progiciels d'entreprise (progiciels de gestion intégrés, FRP, …) s'appuient sur cette norme, pour leurs paiements domestiques, transmis électroniquement.